# Herbert Beerbohm Tree

Herbert Beerbohm Tree

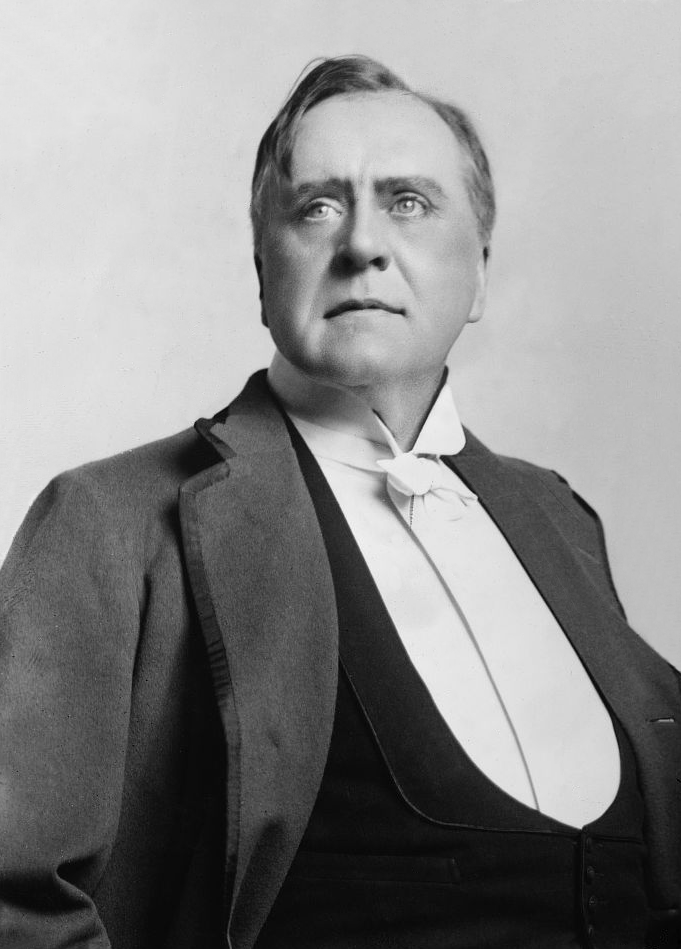
Tree im Alter

Sir Herbert Draper Beerbohm Tree (* 17. Dezember 1853 in London; † 2. Juli 1917 ebenda) war ein englischer Theaterleiter sowie Bühnen- und Filmschauspieler. Er galt zu Lebzeiten als eine der bedeutendsten Persönlichkeiten des britischen Theaters und rief unter anderem die Royal Academy of Dramatic Art ins Leben.

## Die ersten Bühnenerfahrungen
Der Sohn eines Getreidehändlers begann seine Berufslaufbahn als Angestellter im Stadtbüro seines Vaters. Nebenbei widmete er sich als Amateur der Theaterschauspielkunst. Seinen Profieinstand gab er 1878. Im Jahr darauf konnte man ihn in der Rolle des Prinzen Maleotti an der Seite von Genevieve Ward in Herman Merivales Stück Forget-Me-Not sehen. 1884 war Tree der erste Schauspieler, der den Revd. Robert Spalding in einer Aufführung von Charles Henry Hawtreys The Private Secretary verkörperte.
Anfang 1887 wurde er zum Manager des Comedy Theatre in Londons Panton Street berufen. Dort reüssierte er als Schauspieler vor allem in der Komödie The Red Lamp. Anschließend berief man ihn auch ins Management des bekannten Haymarket Theatre, einer klassischen West-End-Bühne. Dort war er in der Folgezeit an der Produktion u. a. folgender Bühnenstücke beteiligt: Die lustigen Weiber von Windsor (1889), The Dancing Girl (1891), wo er den Duke of Guisebury verkörperte, Hamlet (1892), Eine Frau ohne Bedeutung (1893) und vor allem Trilby (1895) mit Tree in der Rolle des Svengali, den er zukünftig noch viele Male verkörpern sollte.
Seine erfolgreiche Tätigkeit am Haymarket Theatre ermöglichte ihm Ende April 1897 die Eröffnung des Her Majesty’s Theatre. Das Premierenstück hieß The Seats of the Mighty aus der Feder von Gilbert Parker. Zwischen 1888 und 1914 stellte Tree eine Fülle von prächtig ausgestatteten Shakespeare-Inszenierungen auf die Beine, sein Richard II. wurde von der zeitgenössischen Kritik gerühmt und mit Elogen bedacht.

## Tätigkeiten im 20. Jahrhundert
1904 gründete er die heute weltberühmte RADA (Royal Academy of Dramatic Art). 1909 wurde er als Knight Bachelor in den Adelsstand erhoben.
Tree war berühmt wegen seiner spontanen Improvisationen. Er war der erste Professor Henry Higgins in der Uraufführung von George Bernard Shaws Pygmalion (1914). Als er von Shaw, der auf textgetreuem Spiel bestand, wegen seiner ständigen Improvisationen am Schluss von Pygmalion zur Rede gestellt wurde, antwortete Tree: „Mein Ende bringt Geld, Sie sollten glücklich sein.“ Shaw entgegnete: „Ihre Schlüsse sind verdammenswert; Sie sollten erschossen werden!“
Herbert Beerbohm Tree spielte in zahlreichen frühen Stummfilmen (hauptsächlich Shakespeare-Verfilmungen) mit, so z. B. in King John (1899), in der ersten Version von The Tempest (1904) und in der berühmten Macbeth-Fassung von 1916.
Beerbohm Tree war der Halbbruder des Autors, Kritikers, Zeichners und Satirikers Max Beerbohm. Er war verheiratet mit der Schauspielerin Maud Holt (1863–1937), aus dieser Ehe stammen drei Kinder. Er war Vater der Schauspielerinnen Viola und Iris Tree, Großvater des Schauspielers David Tree und Urgroßvater des Musikers Alan Parsons. Ferner war Tree Vater von sieben unehelichen Kindern, darunter so berühmte wie der spätere Regisseur Carol Reed. Der Schauspieler Oliver Reed war ein Enkel von Tree.

## Filmografie
- 1899: King John
- 1911: Henry VIII
- 1914: Trilby
- 1916: Macbeth
- 1916: Intoleranz (Intolerance; Cameo-Auftritt)
- 1916: The Old Folks at Home